# Mesetas del Sur
Las Mesetas del Sur es un área geográfica de Nueva Gales del Sur, Australia. Esta área se encuentra localizada al oeste de la Gran cordillera divisoria e incluye las ciudades de Yass, Crookwell, Goulburn y Boorowa. La zona se caracteriza por su campo plano que es usado generalmente como pasto para la cabaña ovina. Las Mesetas del Sur es una zona fácilmente accesible desde la capital federal, Canberra.
- Datos: Q1066906
- Multimedia: Southern Tablelands / Q1066906